# 東漢侯爵列表
东汉封侯，与西汉相似，也是封王子、功臣、外戚，另封宦官为侯。

## 王子侯

### 疏宗
- 襄邑侯刘求，更始帝刘玄子，26年封襄邑侯，后改封咸阳侯
  - （2世）咸阳侯刘巡，后改封濩泽侯
    - （3世）濩泽侯刘姚
- 谷孰侯刘歆，更始帝刘玄子，26年封
- 寿光侯刘鲤，更始帝刘玄子，26年封，在位28年，杀刘盆子兄式侯刘恭有罪，国除
- 宜春侯刘匡，刘茂弟，26年封，永平年间为宗正
  - （2世）宜春侯刘浮，后改封朝阳侯
    - （3世）朝阳侯刘某
      - （4世）朝阳侯刘护，无子国除
      - （4世）朝阳侯刘瓌，刘护再从兄，娶王圣女伯荣，延光年间封，王圣败，贬为亭侯
- 安城孝侯刘赐，更始宛王，26年封慎侯，37年改封安城侯
  - （2世）安城侯刘闽
    - （3世）安城侯刘商，后改封白牛侯
      - （4世）白牛侯刘昌

  - （2世）白牛侯刘嵩，54年封，因楚王刘英事，国除
- 成武孝侯刘顺，26年封成武侯，35年薨
  - （2世）成武侯刘遵，37年封，与诸王私交，降为端氏侯
    - （3世）端氏侯刘弇，无嗣，国除

  - 67年，明帝封刘顺侄子三人为乡侯
- 甘里侯刘敏，刘顺从弟，26年封
- 弋阳侯刘国，刘敏弟，26年封
- 安众侯刘宣，刘崇从弟，建武初年封，37年薨
  - （2世）安众侯刘松
- 梧安侯刘誉，楚思王劉衍子，建武初年复封
- 海昏侯刘会邑，刘贺曾孙，建武初年复封
- 临邑侯刘让，真定王刘杨弟，建武初年复封，被诛国除
- 汝阴侯刘信，刘赐兄子，更始汝阴王，26年封汝阴侯。70年，因楚王刘英事，国除
- 原乡侯刘平，楚思王劉衍子，建武初年复封
- 东安平侯刘茂，菑川王刘永子，31年封
- 菑丘侯劉般，楚王劉紆子，34年封，后改封杼秋侯，58年改封居巢侯，79年薨
  - （2世）居巢侯刘宪，劉般子，其兄刘恺原本袭封刘般的爵位，83年，让与弟刘宪
    - （3世）安众侯刘重，刘宪子
- 堂谿侯刘燀，泗水王劉歙幼子，34年十月封
- 邔侯刘柱，淄川王劉終长子，34年封
- 曲阳侯刘凤，淄川王劉終幼子，34年封
- 临湘侯劉興，原为长沙王，37年二月降封
- 真定侯刘得，原为真定王，37年二月降封
- 乐成侯刘邵，原为河間王，37年二月降封
- 单父侯刘茂，原为中山王，37年二月降封
- 蔡阳侯刘平，劉祉子，37年封蔡阳侯，62年改封竟陵侯
  - （2世）竟陵侯刘真，刘平子
    - （3世）竟陵侯刘禹，刘真子
      - （4世）竟陵侯刘嘉，刘禹子
- 高乡侯刘坚，刘平弟，37年封
- 顺阳侯刘嘉，更始汉中王，37年封顺阳侯，39年薨
  - （2世）黄李侯刘廧，刘嘉长子，37年封
  - （2世）顺阳侯刘参，刘嘉子，有罪降封南乡侯
    - （3世）顺阳侯刘循，刘参子
      - （4世）顺阳侯刘章，刘循子

### 光武叔伯、兄弟
- 赵公刘良，光武帝叔父，37年降封
  - 赵公刘栩，41年封，43年进爵赵王
    - 乡侯三人（刘栩子），54年封
    - 亭侯十人（刘栩子），77年封
    - 亭侯三人（刘栩子），91年封
      - 亭侯四人（刘栩孙、刘商子），105年封
      - 列侯二人（刘栩孙、刘商子），111年封
        - 亭侯二人（刘商孙、刘宏子），111年封
          - 亭侯一人（刘宏孙、劉乾子），146年封
- 齐公刘章，光武帝长兄刘伯升长子，37年降封，43年进爵齐王
  - 下博侯刘张，54年封，建初年间去世
    - 下博侯刘它人

  - （齐炀王刘石）
    - 利侯刘刚，71年封
    - 都乡侯刘畅，71年封
    - 芜湖侯刘晃，87年由齐王降封
      - 芜湖侯无忌，袭封，90年复封齐王
- 鲁公刘兴，光武帝长兄刘伯升次子，37年降封，43年进爵鲁王
  - 临邑侯刘复，54年封
    - 临邑侯劉騊駼

  - 县侯二人，57年封
  - （北海敬王刘睦）
    - 寿光侯刘某，75年封，北海顷王刘普之父
      - 寿光侯刘普，107年进爵北海王

    - 益侯刘某，75年封[1]
    - 乡侯刘某，75年封
    - 斟乡侯劉威，75年封，90年进爵北海王
    - 平望侯刘毅，77年封，后因事夺爵
    - 亭侯刘某，123年封

### 光武子孙
- 右翊公刘辅，39年封，41年进爵中山王
  - 沛侯刘宝，57年封
  - 僮侯刘嘉，58年封
  - 乡侯十二人，85年封
    - 县侯二人（刘辅孙、刘定子），105年封
- 楚公刘英，39年封，41年进爵楚王，71年自杀，86年追谥楚厉侯。
  - 楚侯刘种，77年封，改封六侯
    - 六侯刘度
      - 六侯刘拘

  - 列侯五人，77年封
- 东海公刘阳，39年封，41年进爵东海王
- 济南公刘康，39年封，41年进爵济南王
  - 东武成侯刘德（刘得），57年封
  - 列侯五人，100年封
    - 列侯刘丸（刘康孙、刘笃子），108年绍封

  - 安德侯劉某，100年封[2]
  - 西平昌侯刘昱，100年封，犯法夺侯
    - 列侯刘嵩，108年绍封

  - （济南简王刘错）
    - 阜阳侯刘显，108年封，126年封为济南王
    - 列侯四人，108年封
      - 乐成亭侯刘文（刘错孙、刘显子），130年封
- 东平公刘苍，39年封，41年进爵东平王
  - 县侯二人，58年封
  - 列侯十九人，68年封
  - 湖陸侯刘某，84年封[3]
  - 高平侯劉某，84年封
  - 南平陽侯劉某，84年
  - 列侯二人，84年封
    - 矜阳亭侯刘梁（刘苍孙），98年封
    - 列侯六人（刘苍孙、刘忠子），98年封
    - 亭侯二人（刘苍孙），120年封

  - （任城孝王刘尚）
    - 桃乡侯刘福，102年封
    - 当涂乡侯刘亢，110年封
- 阜陵侯刘延，39年封淮阳公，41年进爵淮阳王，76年降为，87年进爵阜陵王
  - 乡亭侯十二人，96年封
    - 乡亭侯五人（刘延孙、刘鲂子），124年封
      - 勃遒亭侯刘便亲（刘鲂孙、刘恢子），133年封，147年进爵阜陵王
- 山阳公刘荆，39年封，41年进爵山阳王
  - 广陵侯刘元寿，71年封
    - 广陵侯刘商
      - 广陵侯刘条

  - 俞乡元侯刘平，71年封
    - 俞乡侯刘彪

  - 乡侯二人，71年封
- 临淮公刘衡，39年封
- 左翊公刘焉，39年封，41年进爵左翊王
  - 列侯十一人，92年封
    - 亭侯二人（刘焉孙、刘宪子），120年封
    - 南乡侯刘荆（刘宪孙、刘宏子），141年封
- 琅邪公刘京，39年封，41年进爵琅邪王
  - 列侯十三人，82年封
    - 列侯二人（刘京孙），84年封
    - 列侯二人（刘京孙、刘宇子），107年封
    - 平昌侯劉某（劉宇子），107年封
    - 朱虛侯劉某（劉宇子），107年封[4]
    - 東牟侯劉某（劉宇子），107年封
    - 長廣侯劉某（劉宇子），107年封
    - 黔陬侯劉某（劉宇子），107年封
    - 不其侯劉某（劉宇子），107年封
    - 乡侯四人（刘京曾孙、刘宇孙、刘寿子），123年封
    - （琅邪贞王刘尊，刘寿子）
      - 乡侯三人，刘尊子，140年封
      - （琅邪安王刘据，刘尊子）
        - 阳都侯刘邈，190年封
- （东海恭王刘彊）
  - 绘侯刘敞
  - （东海靖王刘政）
    - 列侯二十一人（刘政子），104年封，其中一人为刘虞曾祖父
    - 乡侯刘敏（刘政孙、刘肃子），127年封
    - 乡侯刘俭（刘政孙、刘肃子），127年封，后增户五百
      - 汶阳侯刘琬（刘肃孙、刘臻子），193年封

### 孝明子孙
- （陈敬王刘羡）
  - 阳都乡侯刘番，100年封
  - 新平侯刘千秋，100年封
  - 周亭侯刘参，100年封
  - 乐阳亭侯刘寿，100年封
  - 博平侯刘宝，100年封
  - 高亭侯刘旦，100年封
  - 安寿亭侯刘崇，120年进封陈王
    - 耕亭侯刘安国（刘羡孙），113年封
- （彭城靖王刘恭）
  - 竹邑侯刘阿奴，112年封
  - 都乡侯刘丙，118年封
  - 安乡侯刘国，118年封
  - 鲁阳乡侯刘丁，118年封
  - （彭城考王刘道）
    - 卞亭侯刘据，146年封
    - 昭阳亭侯刘光，146年封
    - 公梁亭侯刘固，146年封
    - 蒲亭侯刘兴，146年封
    - 昌城亭侯刘延，146年封
    - 梁父亭侯刘祀，146年封
    - 西安亭侯刘坚，146年封
    - 林亭侯刘代，146年封
    - 东安亭侯刘顺（刘恭孙），118年封
- （乐成靖王刘党）
  - 脩侯刘巡，97年晋封乐成王
- （下邳惠王刘衍）
  - 列侯二人，126年封
    - 列侯二人（刘衍孙），126年封

  - （下邳贞王刘成）
    - 乡侯、亭侯八人（刘京孙），132年封
- （梁节王刘畅）
  - 乡侯、亭侯二人，73年封
  - 乡侯、亭侯二人，104年封
  - （梁恭王刘坚）
    - 孝阳亭侯刘成，127年封，136年封为梁王
    - 乡侯、亭侯六人，127年封
- （淮阳顷王刘昞）
  - 防子侯刘章，102年封为梁王
    - 亭侯二人，127年封
    - （常山頃王劉儀）
      - 亭侯四人，145年封
      - 亭侯四人，151年封

### 孝章子孙
- （千乘贞王刘伉）
  - （乐安夷王刘宠）
    - （勃海孝王刘鸿）
      - 建平侯刘缵，145年封，旋即即位为汉质帝

    - （清河恭王刘延平）
      - 尉氏侯刘蒜，原清河王，147年贬为尉氏侯，不久被逼自杀
- （清河孝王刘庆）
  - 长安侯刘祜，106年封，旋即即位为汉安帝
- （济北惠王刘寿）
  - 战乡侯刘安国，120年封，139年进封济北王
    - 亭侯刘猛，146年封

  - 北乡侯刘懿，120年封，125年即位为皇帝
  - 乡侯三人，120年封
  - 临湖侯刘苌，121年废乐成王为临湖侯
- （河间孝王刘开）
  - （河间惠王刘政）
    - （河间贞王刘建）
      - 新昌侯刘佗，175年进封任城王

  - （安平孝王刘得）
    - 经侯刘理，148年进封为甘陵王

  - 参户亭侯刘博，132年封，161年进封为任城王
  - 亭侯十一人，132年封
  - 都乡侯→蠡吾侯刘翼，121年贬平原王为都乡侯，130年改封蠡吾侯，145年去世
    - 都乡侯刘硕，145年封，148年进封为平原王
    - 蠡吾侯刘志，145年袭封，146年封即位为汉桓帝
    - 蠡吾侯刘悝，146年袭封，147年进封为勃海王

  - 解渎亭侯刘淑，132年封
    - 解渎亭侯刘苌
      - 解渎亭侯刘宏，167年封即位为汉灵帝

### 世系不详
- 皖侯刘闵，世系不详，41年被妖贼所害
- 六安侯刘盱，世系不详
- 曲成侯刘建，世系不详，涉楚王刘英狱
- 成平侯刘某，世系不详
- 东乡侯刘某，世系不详，82年来朝
- 合肥侯刘某，世系不详，王芬等谋废灵帝，立合肥侯
- 平通侯刘某，世系不详

## 功臣侯
- 高密元侯邓禹，25年封鄼侯，26年改封梁侯，37年改封高密侯，58年薨
  - （2世）高密侯邓震
    - （3世）高密侯邓，102年国除，105年复封
      - （4世）高密侯邓成
        - （5世）高密侯邓褒
          - （6世）高密侯邓某

  - （2世）昌安侯邓袭，58年封
    - （3世）昌安侯邓藩

  - （2世）夷安侯邓珍，58年封
    - （3世）夷安侯邓良，无子
    - （3世）夷安义侯邓康，绍封，134年去世
- 广平忠侯吴汉，24年封建策侯，25年改封舞阳侯，26年改封广平侯，44年薨
  - （2世）广平哀侯吴成，为奴所杀
    - （3世）灈阳侯吴旦，52年封
    - （3世）平春侯吴盱，52年封筑阳侯，83年改封平春侯
      - （4世）平春侯吴胜

  - （2世）新蔡侯吴国，52年封
- 胶东刚侯贾复，25年封冠军侯，37年改封胶东侯，55年薨
  - （2世）胶东侯贾忠
    - （3世）胶东侯贾敏，76年国除

  - （2世）胶东侯贾邯，76年绍封
    - （3世）胶东侯贾育
      - （4世）胶东侯贾长

  - （2世）即墨侯贾宗，76年绍封，88年薨
    - （3世）即墨侯贾参
      - （4世）即墨侯贾建
- 阳夏节侯冯异，25年封应侯，26年改封阳夏侯，34年薨
  - （2世）平乡侯冯彰，袭封阳夏侯，37年改封东缗侯，58年改封平乡侯
    - （3世）平乡侯冯普，犯罪国除
      - （4世）平乡侯冯晨，112年绍封

  - （2世）析乡侯冯䜣，36年封
- 鬲侯朱祜，25年封安阳侯，26年改封堵阳侯，37年改封鬲侯，48年薨
  - （2世）鬲侯朱商
    - （3世）鬲侯朱演，102年废为庶人
      - （4世）鬲侯朱冲，113年绍封
- 颍阳成侯祭遵，25年封列侯，26年改封颍阳侯，33年薨，无子国除
- 安成忠侯铫期，25年封，34年薨
  - （2世）葛陵侯铫丹，袭封安成侯，39年改封葛陵侯
  - （2世）建平侯铫统，34年封
    - （3世）葛陵侯铫舒
      - （4世）葛陵侯铫羽
        - （5世）葛陵侯铫蔡
- 祝阿侯陈俊，25年封列侯，26年改封新处侯，37年改封祝阿侯，47年薨
  - （2世）蕲春侯陈浮，袭封祝阿侯，后改封蕲春侯
    - （3世）蕲春侯陈专诸
      - （4世）蕲春侯陈笃
- 东光成侯耿纯，25年封耿乡侯，改封高阳侯，30年改封东光侯，37年薨
  - （2世）莒乡侯耿阜，袭封东光侯，改封莒乡侯，71年犯罪国除
    - （3世）高亭侯耿盱，77年绍封，无子国除
    - （3世）高亭侯耿腾，章帝时绍封
      - （4世）高亭侯耿忠
        - （6世）高亭侯耿绪，耿忠孙
- 杨虚侯马武，25年封山都侯，改封鄃侯，37年改封杨虚侯，61年薨
  - （2世）杨虚侯马檀，71年犯罪国除
    - （3世）漻亭侯马震，马武孙，113年复封
      - （4世）漻亭侯马侧
- 合肥侯坚镡，25年封隐强侯，30年改封合肥侯，50年薨
  - （2世）合肥侯坚鸿
    - （3世）合肥侯坚浮
      - （4世）合肥侯坚雅
- 参蘧乡侯杜茂，25年封乐乡侯，26年改封苦陉侯，37年改封脩侯，39年改封参蘧乡侯，43年薨
  - （2世）参蘧乡侯杜元，71年犯罪国除
    - （3世）安乐亭侯杜奉，杜茂孙，113年绍封
- 阿陵侯任光，25年封成武侯，26年改封阿陵侯，29年薨
  - （2世）阿陵侯任隗，92年薨
    - （3世）西阳侯任屯，袭封阿陵侯，后改封西阳侯
      - （4世）西阳侯任胜
        - （5世）北乡侯任世，袭封西阳侯，后改封北乡侯
- 中水侯李忠，25年封武固侯，26年改封中水侯，43年薨
  - （2世）中水侯李威
    - （3世）琴亭侯李纯，袭封中水侯，66年国除，113年复封琴亭侯
      - （4世）琴亭侯李广
- 槐里侯万脩，25年封造义侯，26年改封槐里侯，同年薨
  - （2世）泫氏侯万普，袭封槐里侯，改封泫氏侯
    - （3世）扶柳侯万亲，袭封泫氏侯，改封扶柳侯，无子国除
      - （4世）曲平亭侯万丰，万脩曾孙，113年复封
        - （5世）曲平亭侯万炽，126年薨，无子国除
        - （5世）门德亭侯万恭，万脩玄孙，159年绍封
- 灵寿侯邳彤，25年封武义侯，改封灵寿侯，30年薨
  - （2世）乐陵侯邳汤，袭封灵寿侯，33年改封乐陵侯，43年薨
    - （3世）乐陵侯邳某，无子国除
    - （3世）平亭侯邳音，邳彤孙，114年复封
      - （4世）平亭侯邳柴
- 昌城侯劉植，25年封列侯，26年改封昌城侯，同年薨
  - （2世）东武阳侯刘向，袭封昌城侯，改封东武阳侯
    - （3世）东武阳侯刘述，71年犯罪国除
- 观津侯刘喜，25年封列侯，26年改封观津侯
- 浮阳侯刘歆，25年封平乡侯，后改封浮阳侯
- 褒德侯卓茂，25年封，28年薨
  - （2世）汎乡侯卓崇，袭封褒德侯，改封汎乡侯
    - （3世）汎乡侯卓棽
      - （4世）汎乡侯卓䜣
        - （5世）汎乡侯卓隆，103年薨，无子国除
- 扶沟侯朱鲔，25年封
  - （2世）扶沟侯朱某
    - （3世）扶沟侯朱某
      - （4世）扶沟侯朱某
        - （5世）扶沟侯朱杞，杀人国除
- 武邑侯耿植，25年封
- 隧乡侯耿宿，25年封
  - （2世）隧乡侯耿建
- 著武侯耿䜣，25年封，26年阵亡
- 重平侯张万，25年封
- 平台侯尹绥，25年封
- 武始节侯张纯，张放之子，25年袭封富平侯，29年改封武始侯，56年薨
  - （2世）武始侯张奋，102年薨
    - （3世）武始侯张甫
      - （4世）武始侯张吉，109年薨，无子国除
- 滑侯公宾就，25年封
- 建信侯严宣，25年封
- 归德侯刘飒，先贤掸之孙，25年封
  - （2世）归德侯刘襄
    - （3世）归德侯刘霸，71年犯罪国除
- 好畤愍侯耿弇，耿况长子，26年封，58年薨
  - （2世）好畤侯耿忠
    - （3世）好畤侯耿冯
      - （4世）好畤侯耿良
        - （5世）好畤侯耿协
- 雍奴威侯寇恂，26年封承义侯，改封雍奴侯，36年薨
  - （2世）扶柳侯寇损，袭封雍奴侯，54年改封扶柳侯
    - （3世）商乡侯寇厘，袭封扶柳侯，改封商乡侯
      - （4世）商乡侯寇袭

  - （2世）洨侯寇寿，37年封
- 列侯寇张，寇恂兄子，建武初年封
- 舞阴壮侯岑彭，26年封更始归德侯，27年改封舞阴侯，35年遇害
  - （2世）细阳侯岑遵，袭封舞阴侯，改封细阳侯
    - （3世）细阳侯岑伉
      - （4世）细阳侯岑杞，116年免，121年复封
        - （5世）细阳侯岑熙
          - （6世）细阳侯岑福

  - （2世）穀阳侯岑淮，37年封
- 平阳侯曹宏，曹参九世孙，曹本始之子，26年封
  - （2世）平阳侯曹旷
- 栎阳侯景丹，25年封奉义侯，26年正月封栎阳侯，九月薨
  - （2世）余吾侯景尚，袭封栎阳侯，改封余吾侯
    - （3世）余吾侯景苞
      - （4世）余吾侯景临，无子国除

    - （3世）监亭侯景遽，113年绍封

安平侯盖延，25年封建功侯，26年封安平侯，39年薨
- - （2世）安平侯盖扶
    - （3世）安平侯盖侧，70年国除
      - （4世）芦亭侯盖恢，盖延曾孙，113年复封
        - （5世）芦亭侯盖遂
- 朗陵愍侯臧宫，26年封成安侯，31年封期思侯，37年封酂侯，39年封朗陵侯，58年薨
  - （2世）朗陵侯臧信
    - （3世）朗陵侯臧震
      - （4世）朗陵侯臧松，117年国除
      - （4世）郎陵侯臧由，臧松弟，120年绍封
- 阜成侯王梁，26年封关内侯，改封武强侯，37年封阜成侯，38年薨
  - （2世）阜成侯王禹
    - （3世）阜成侯王坚石，70年国除
- 慎靖侯刘隆，26年封亢父侯，37年封竟陵侯，39年免，41年封扶乐乡侯，改封长平侯，54年封慎侯，57年薨
  - （2世）慎侯刘安
- 昆阳威侯傅俊，26年封，31年薨
  - （2世）芜湖侯傅昌，袭封昆阳侯，改封芜湖侯，建初年间贬为关内侯
    - （3世）高置亭侯傅铁，113年复封

淮陵侯王霸，25年封关内侯，后封王乡侯，26年封富波侯，37年改封向侯，54年封淮陵侯，59年薨
- - （2世）轪侯王符，袭封淮陵侯，改封轪侯
    - （3世）轪侯王度
      - （4世）轪侯王歆
- 山桑节侯王常，26年封，36年薨
  - （2世）石城侯王广，袭封山桑侯，54年改封石城侯，71年国除
- 固始恭侯李通，26年封，42年薨
  - （2世）固始侯李音
    - （3世）固始侯李定
      - （4世）固始侯李黄
        - （5世）固始侯李寿

  - （2世）召陵侯李雄，37年绍封

新息侯朱浮，26年封武阳侯，27年封父城侯，49年封新息侯，58年赐死国除
- 西华惠侯邓晨，26年封房子侯，37年封南䜌侯，43年封西华侯，49年薨
  - （2世）武当侯邓棠，袭封西华侯，改封武当侯
    - （3世）武当侯邓固
      - （4世）武当侯邓国
        - （5世）武当侯邓福，126年薨，无子国除
- 夜侯欧阳歙，26年封被阳侯，33年封夜侯，39年下狱死
  - （2世）夜侯欧阳复，薨，无子国除
- 陵阳侯丁綝，26年封定陵新安乡侯，后改封陵阳侯
  - （2世）马亭乡侯丁鸿，袭封陵阳侯，79年改封鲁阳乡侯，86年马亭乡侯
    - （3世）马亭乡侯丁湛
      - （4世）马亭乡侯丁浮
        - （5世）马亭乡侯丁夏
- 宣平侯宋弘，26年封栒邑侯，后改封宣平侯，薨，无子国除
- 长罗侯常翕，常惠曾孙，西汉故侯，29年薨，无子国除
- 爰戚侯赵牧，赵长平孙，西汉故侯，29年免
- 建平侯杜宪，杜業孙，西汉故侯，29年免
- 高昌侯董永，西汉高昌侯董忠曾孙，26年封
- 列侯庆吾，27年封
- 不其侯伏湛，27年封阳都侯，30年封不其侯，37年薨
  - （2世）不其侯伏翕
    - （3世）不其侯伏光
      - （4世）不其侯伏晨
        - （5世）不其侯伏无忌
          - （6世）不其侯伏质
            - （7世）不其侯伏完，209年薨
              - （8世）不其侯伏典，214年国除
- 隃麋烈侯耿况，28年封兴义侯，后封隃麋侯，36年薨
  - （2世）隃麋侯耿霸
    - （3世）隃麋侯耿文金
      - （4世）隃麋侯耿喜
        - （5世）隃麋侯耿显
          - （6世）隃麋侯耿援
            - （8世）隃麋侯耿弘，耿援孙

  - （2世）牟平侯耿舒，29年封
    - （3世）牟平侯耿袭
      - （4世）牟平亭侯耿寶，125年贬则亭亭侯，自杀国除
        - （5世）牟平侯耿箕，134年复封
        - （5世）宏阳亭侯耿恒，134年复封

  - 耿国
    - （3世）美阳桓侯耿秉，90年封，91年薨
      - （4世）美阳侯耿冲，92年，以窦宪之党，国除

    - （3世）粟邑侯耿夔，90年封，92年，以窦宪之党，国除
- 盐水侯锡光，28年封
- 列侯邓让，28年封
- 列侯侯登，28年封
- 列侯王堂，28年封
- 列侯韩福，28年封
- 列侯张隆，28年封
- 列侯田翕，28年封
- 列侯杜穆，28年封
- 率义侯张晔，28年封
- 镌羌侯隗恂，29年封，32年诛
- 不义侯子密，29年封
- 安丘侯张步，29年封，32年诛
- 渔浦侯帛意，30年封
- 列侯杨邑，30年封
- 列侯王闳，30年封
- 向义侯王遵，31年封
- 全椒侯马成，31年封平舒侯，51年封全椒侯，56年薨
  - （2世）全椒侯马卫
    - （3世）棘陵侯马香，袭封全椒侯，改封棘陵侯
      - （4世）棘陵侯马丰
        - （5世）棘陵侯马玄
          - （6世）棘陵侯马邑
            - （7世）棘陵侯马丑，桓帝时免

        - （5世）益阳亭侯马昌，马成玄孙，159年封
- 安丰戴侯窦融，32年封，62年薨
  - （2世）安丰侯窦穆
    - （3世）安丰侯窦嘉，71年绍封
      - （4世）安丰侯窦万全
        - （5世）安丰侯窦会宗
- 显亲侯窦友，窦融弟，32年封，56年薨
  - （2世）显亲文侯窦固，88年薨，无子国除
- 陵乡侯梁统，32年封成义侯，36年封高山侯，后改封陵乡侯
  - （2世）陵乡侯梁松，61年下狱死
- 助义侯竺曾，32年封
- 褒义侯史苞，32年封
- 辅义侯库钧，32年封
- 扶义侯辛彤，32年封
- 征羌节侯来歙，35年遇害，追封
  - （2世）征羌侯来褒
    - （3世）征羌世子来棱
      - （4世）征羌侯来历，133年薨
        - （5世）征羌侯来定
          - （6世）征羌侯来虎
- 列侯贾丹，36年封
- 列侯霍匡，36年封
- 列侯解胜，36年封
- 镌胡侯随昱，36年封
- 武进侯随宪，36年封
- 则乡哀侯侯霸，29年封关内侯，37年薨，追封则乡侯
  - （2世）於陵侯侯昱，袭封则乡侯，改封於陵侯
    - （3世）於陵侯侯建
      - （4世）於陵侯侯昌
- 扶阳侯韩歆，37年封，39年自杀
- 明亲侯邓宽，37年封
- 宜西侯来由，来歙弟，37年封
- 平阿侯耿阜，37年封
- 赭亭侯李愔，40年封
- 高柳侯堪，43年封
- 新息忠成侯马援，43年封，49年薨
- 列侯满头，54年封
- 褒亲侯吴翕，吴汉弟，建武年间封
- 安阳侯吴彤，吴汉侄，建武年间封
- 列侯谷崇，建武年间封
- 鄳侯邓邯，建武年间封，永平年间薨
- 广武侯郭凉，建武年间封
- 乌伤新阳乡侯杨茂，建武年间封
  - （2世）新阳乡侯杨某
    - （3世）新阳乡侯杨某，有罪国除
- 武进侯郭虑，建武年间封
- 成义侯文齐，建武年间封
- 守节侯戎，于阗王子，建武年间封
- 杨乡侯王赏，建武年间封
- 建忠侯彭宠，建武年间封，后被诛
- 列侯韩湛，建武年间封
- 僮侯葛文，建武年间封
- 北平侯王元才，建武年间封
- 安憙侯王益才，建武年间封
- 蒲阴侯王显才，建武年间封
- 新市侯王仲才，建武年间封
- 唐侯王季才，建武年间封
- 颍阳侯申屠志，建武年间封
- 餘汗侯陈靖，建武年间封
- 𠙶亭乡侯蒋澄，建武年间封
  - （2世）𠙶亭乡侯蒋休
- 阳羡西亭侯蒋通，建武年间封
- 海昏侯沈戎，建武年间封
- 简阳侯某，建武年间封
- 平林侯某，建武年间封
- 邹平侯某，建武年间封
- 利取侯毕寻，建武年间封
  - （2世）利取侯毕某
    - （3世）利取侯毕某
      - （4世）利取侯毕某
        - （5世）利取侯毕某，国除
- 夕阳侯邢崇，建武年间封
  - （2世）夕阳侯邢某
    - （3世）夕阳侯邢之，国除
- 首乡侯段普，建武年间封
  - （2世）首乡侯段某
    - （3世）首乡侯段某
      - （4世）首乡侯段胜，国除
- 节乡正侯赵憙，51年封关内侯，57年封节乡侯，80年薨
  - （2世）节乡侯赵世
    - （3世）节乡侯赵直
      - （4世）节乡侯赵淑，无子国除
- 杨邑乡侯冯鲂，56年封关内侯，57年封节乡侯，84年薨
  - （2世）杨邑乡侯冯柱
    - （3世）杨邑乡侯冯定，无子国除
    - （3世）杨邑乡侯冯珖，冯定弟，和帝时绍封
      - （4世）杨邑乡侯冯肃
- 安乡侯李䜣，57年封
- 归义侯滇岸，58年封
- 折奸侯燕广，70年封
- 濩泽侯邓鲤
- 中陵乡侯苏纯，73年封
- 破虏傍邑侯卤承，77年封
- 明进侯傅毅，傅育子，87年封
- 定远侯班超，95年封，102年薨
  - （2世）定远侯班雄
    - （3世）定远侯班始，130年腰斩国除
- 安乡侯张禹，107年封，113年薨
  - （2世）安乡侯张盛
- 龙乡侯徐防，107年封
  - （2世）龙乡侯徐衡
- 福亭侯尹勤，107年封，薨，无子国除
- 乐亭侯任尚，108年封，后被诛
- 讨奸侯杜习，111年封
- 列侯陈省，115年封
- 列侯罗横，115年封
- 破虏侯须沈，116年封
- 羌侯号封，117年封
- 破羌侯榆鬼，117年封
- 羌侯雕何，118年封
- 率觽侯其至鞬，120年封
- 都乡侯马贤，121年封安亭侯，126年改封都乡侯，141年阵亡
  - （3世）舞阳亭侯马光，141年复封
- 定颍昭武侯郭镇，125年封，129年薨
  - （2世）定颍成侯郭贺
- 安乡侯朱宠，126年封
- 阳平侯桓焉，永建年间封，143年薨
- 广乡侯挚填，135年封
- 平乡侯谢安，145年封
- 鄠侯梁並，145年封
- 义阳亭侯赵恺，145年封
- 育阳安乐乡文恭侯胡广，147年封，159年废为庶人，168年复封，172年薨
- 厨亭侯赵戒，147年封
  - （2世）厨亭献侯赵典
- 安国亭康侯袁湯，147年封
  - （2世）安国亭宣文侯袁逢
    - （3世）安国亭侯袁基，190年被杀
- 曲成侯王暠，桓帝时封
- 新丰侯段颎，156年封列侯，165年改封都乡侯，169年再改封新丰侯，179年自杀
- 邟乡忠侯黄琼，159年封，164年薨
- 修武仁亭侯欧阳参，159年封
- 宜阳都乡亭侯尹勋，159年封，168年被杀
- 邺都亭侯霍谞，159年封
- 山阳西乡亭侯张敬，159年封
- 宜阳金门亭侯李玮，159年封
- 冤句吕都亭侯虞放，159年封，169年被杀
- 下邳高迁乡亭侯周永，159年封[5]
- 右乡侯度尚，164年封，166年薨
- 乌程东乡侯抗徐，164年封
- 寿成亭侯皇甫规，167年封
- 东阳亭侯宣酆，桓帝时封
- 高阳乡侯陈蕃，168年封，遇害
- 安阳乡侯周崇，168年封
- 列侯张奂，168年封
- 钱塘侯朱儁，178年封都亭侯，184年改封西乡侯，185年再改封钱塘侯，195年薨
- 逯乡昭烈侯刘宽，183年封，185年薨
  - （2世）逯乡侯刘松
- 临晋侯杨赐，184年封，185年薨
  - （2世）临晋侯杨彪，206年国除
- 中陵乡侯刘陶，184年封，186年自杀
- 都乡侯皇甫嵩，184年封都乡侯，改封槐里侯，185年再改封都乡侯
- 溧阳侯陶谦，184年封，194年薨
- 郿侯董卓，185年封斄乡侯，189年改封郿侯，192年被杀
- 安次侯王敏，185年封，186年薨
- 列侯傅燮，中平年间封，188年薨
- 乌程侯孙坚，187年封，192年薨
  - （2世）乌程侯孙匡，因兄长孙策相让袭封
  - （3世）乌程侯孙策，197年袭，198年改封吴侯，200年遇害
  - （1世）南昌侯孙权，219年封
- 阳城侯刘焉，188年封，194年薨
- 襄贲侯刘虞，188年封容邱侯，189年改封襄贲侯，193年遇害
- 列侯王政，188年封
- 邺侯袁绍，189年封邟乡侯，196年改封邺侯，202年薨
- 阳泉乡侯黄琬，189年封，192年遇害
- 都亭侯闵贡，189年封
- 易侯公孙瓒，189年封都亭侯，191年改封蓟侯，193年改封易侯，199年自杀
- 列侯许相，灵帝时封
- 都亭侯张纳，灵帝时封
- 城安乡侯郭鸿，灵帝时封
- 鄃侯赵苞，灵帝时封
- 成武侯刘表，190年封，208年薨
  - （2世）成武侯刘琮，将侯印送给兄长刘琦
- 高阳乡侯蔡邕，190年封，192年薨
- 江南亭侯赵温，190年封，208年薨
- 温侯王允，191年十二月封，192年六月遇害
  - （3世）安乐亭侯王黑，王允孙，建安年间封
- 鄠侯董旻，191年封，192年被杀
- 元乡侯张温，初平年间封，191年被杀
- 温侯吕布，初封都亭侯，192年封温侯，198年被杀
- 池阳侯李傕，192年封，198年被杀
- 美阳侯郭汜，192年封，197年被杀
- 平阳侯张济，192年封，196年阵亡
- 万年侯樊稠，192年封，195年被杀
- 宣威定侯张绣，192年封，207年薨
- 阳翟侯袁术，192年封，197年僭号称帝，199年卒
- 郫忠侯赵谦，初平年间封
- 高安乡忠侯夏侯惇，194年封，220年薨
- 列侯杨定，195年封
- 安阳亭侯王邑，195年封
- 晋阳侯张杨，195年封，198年被杀
- 费亭侯→武平侯曹操（建德將軍升任鎮東將軍，費亭侯曾是曹操義祖父曹騰及父親曹嵩的爵號），196年封，漢獻帝以曹操為大將軍，封武平侯（參見曹操迎天子）
- 宜城亭侯刘备，196年封，219年自封汉中王
- 列侯董承，196年封，200年被杀
- 列侯丁冲，196年封
- 列侯种辑，196年封，200年被杀
- 东武亭侯钟繇，196年封
- 列侯郭溥，196年封
- 列侯董芬，196年封
- 列侯刘艾，196年封
- 列侯韩斌，196年封
- 蓩亭侯杨众，196年封
- 列侯罗邵，196年封
- 列侯伏德，196年封
- 列侯赵蕤，196年封
- 澹津亭侯士孙萌，196年封
- 阳成亭侯杨亮，196年封
- 益寿亭侯于禁，197年封，219年降关羽
  - （2世）益寿亭侯于圭，袭封
  - （2世）列侯于某，建安年间封
- 閺乡侯段煨，198年封，209年薨
- 列侯裴茂，198年封
- 都亭侯薛洪，199年封列侯，后改封都亭侯
- 列侯缪尚，199年封
- 华乡侯刘勋，199年封列侯，后改封华乡侯
- 都亭侯贾诩，199年封
- 万岁亭敬侯荀彧，200年封，212年薨
  - （2世）万岁亭侯荀恽，袭封
- 昌乡亭侯鲜于辅，200年封
- 汉寿亭侯关羽，200年封，219年遇害
- 槐里侯马腾，202年封，208年薨
- 列侯吕旷，203年封
- 列侯吕翔，203年封
- 永宁乡侯公孙度，203年封，204年薨
  - （2世）永宁乡侯公孙恭，袭封
  - （2世）襄平侯公孙康，207年封
- 列侯荀衍，204年封
- 列侯张南，205年封
- 都亭侯焦触，205年封
- 洧阳亭贞侯郭嘉，205年封，208年薨
  - （2世）洧阳亭侯郭奕
- 高陵亭侯曹纯，205年封，210年薨
  - （2世）高陵亭侯曹演
- 安国亭侯程昱，205年封
- 陵树亭侯荀攸，205年封，214年薨
  - （2世）陵树亭侯荀适
- 列侯王炎，206年封
- 亭侯田畴，207年封
- 千秋亭侯董昭，207年封
- 安昌侯满宠，208年封关内侯，后进封安昌侯
- 国明亭侯曹洪，208年封
- 樊亭侯蒯越，208年封，214年薨
- 列侯韩嵩，208年封
- 列侯傅巽，208年封
- 列侯十二人，208年封
- 安国亭侯张燕，209年封
  - （2世）安国亭侯张方
- 新都亭侯鲍劭，212年封
- 博昌亭愍侯夏侯渊，212年封，209年阵亡
- 列侯朴胡，215年封
- 列侯杜濩，215年封
- 阆中侯张鲁，215年封
  - （2世）列侯张某五人，张鲁子，215年封
- 平乐亭侯阎圃，215年封
- 都乡侯张辽，216年封
  - （2世）都乡侯张某，220年封
- 都亭侯任峻，建安年间封，204年薨
- 列侯史涣，建安年间封，209年薨
- 广昌亭威侯乐进，建安年间封，218年薨
  - （2世）广昌亭侯乐綝
- 关门亭侯庞德，建安年间封，219年被杀
  - （2世）侯庞某
  - （2世）侯庞某
- 宜春侯彭翼，建安年间封
- 宜春侯施游，建安年间封
- 东乡侯曹真，建安年间封灵寿亭侯，后改封东乡侯
- 清苑乡侯刘若，建安年间封
- 都亭侯王忠，建安年间封
- 高乐乡侯邓展，建安年间封
- 南乡亭侯董蒙，建安年间封
- 万岁亭侯韩浩，建安年间封
  - （2世）万岁亭侯韩荣
- 安平亭侯曹仁，建安年间封都亭侯，后改封安平亭侯
- 都乡侯张郃，建安年间封都亭侯，220年封都乡侯
- 武始亭侯张既，建安年间封
- 吕都亭侯孙观，建安年间封
- 列侯孙康，建安年间封
- 武乡侯严干，建安年间封
- 都亭侯李典，建安年间封
- 列侯成公英，建安年间封
- 列侯阎行，建安年间封
- 都亭侯李通，建安年间封
- 列侯刘岱，建安年间封
- 延寿亭侯文聘，建安年间封关内侯，后改封延寿亭侯
- 武安乡侯臧霸，建安年间封都亭侯，220年封武安乡侯
- 西鄂都乡侯吕某，建安年间封关内侯，后改封阴德亭侯、卢亭侯、西鄂都乡侯
- 好畤侯杨秋，建安年间封
- 都亭侯阎柔，建安年间封
- 华乡侯朱灵，建安年间封
- 都亭侯祖，建安年间封
- 湟乡亭侯题，建安年间封
- 尉猛亭侯当，建安年间封
- 中阳乡侯夏侯楙，建安年间封
- 乐乡亭侯生，建安年间封
- 元就亭侯神，建安年间封
- 都亭侯衢，建安年间封
- 成迁亭侯慎，建安年间封
- 当乐亭侯俊，建安年间封
- 安昌亭侯许褚，建安年间封关内侯，后改封安昌亭侯
- 高乐亭侯昺，建安年间封
- 长安亭侯丰，建安年间封
- 平陵亭侯夏侯尚，建安年间封
- 逯乡侯徐晃，建安年间封都亭侯，220年改封
- 益寿亭侯吕虔，220年封
- 安陵亭侯王朗，220年封
- 安乐乡侯华歆，220年封
- 千秋亭侯王照，220年封
- 安阳亭侯曹休，220年封
- 列侯郑甘，220年封

## 外戚恩泽侯
- 原鹿贞侯阴识，阴丽华兄，25年封阴乡侯，39年改封原鹿侯，59年薨
  - （2世）原鹿侯阴躬
    - （3世）原鹿侯阴璜，113年为奴所杀
    - （3世）原鹿侯阴淑，阴璜弟，120年绍封
      - （4世）原鹿侯阴鲔
- 平阿侯王逑，西汉平阿侯王谭孙，25年复爵，26年薨
- 红阳武桓侯王泓，西汉红阳侯王立孙，25年复爵
- 吴房侯邓汎，鄧晨与新野公主刘元子，25年封
- 阳安节侯郭况，郭圣通弟，26年封绵蛮侯，41年改封阳安侯，59年薨
  - （2世）阳安侯郭璜，92年下狱死
- 周承休侯（周承休公）姬常，西汉周承休侯姬党子，26年封
  - （2世）卫公姬武，袭封，37年改为卫公
- 殷绍嘉公孔安，孔子十七代孙，西汉宋公孔弘子，29年封，37年改为宋公
- 平昌侯王获，西汉平昌侯王接（王翁須侄）孙，29年复爵
- 寿张恭侯樊宏，樊娴都兄弟，29年封长罗侯，37年改封谢侯，39年改封寿张侯，51年薨
  - （2世）燕哀侯樊鯈，袭封寿张侯，59年改封燕侯，67年薨
    - （3世）燕侯樊汜
      - （4世）燕侯樊时
        - （5世）燕侯樊建，无子
        - （5世）燕侯樊盼，樊建弟，120年绍封
          - （6世）燕侯樊尚
- 新阳侯阴就，阴丽华弟，33年封宣恩侯，后改封新阳侯，59年自杀
- 射阳侯樊丹，樊娴都兄弟，37年封
- 更父侯樊忠，樊娴都族兄，37年封
- 元乡侯樊寻，樊娴都侄，37年封
- 褒成侯孔志，孔子十七代孙，褒成侯孔均子，38年封
  - （2世）褒成侯孔损
    - （3世）褒成侯孔曜
      - （4世）褒成侯孔完
- 新郪侯郭竟，郭圣通从兄，41年封，永平年间薨
  - （2世）新郪侯郭嵩，死后，坐楚王刘英，失国
    - （3世）伊亭侯郭勤，77年复封，无子国除
- 发干侯郭匡，郭圣通从兄弟，41年封，54年薨
  - （2世）发干侯郭勋
    - （3世）观都侯郭骏，袭爵发干侯，70年坐楚王刘英，失国，78年复封观都侯，无子国除
- 南栾侯陈茂，郭圣通叔父郭梁之婿，41年封
- 富波侯周均，汉光武帝姑母之子
- 钟离侯冯邯，汉光武帝姨母之子
- 鲖阳翼侯阴庆，阴丽华弟阴兴子，58年封
  - （2世）鲖阳侯阴琴
    - （3世）鲖阳侯阴万全
      - （4世）鲖阳侯阴桂
- 期思侯阴博，阴兴子，58年封隐强侯，64年改封期思侯
- 无锡侯阴盛，阴兴子，58年封
- 龍舒侯許昌，许美人侄，58年封
- 关内侯桓荣，汉明帝师傅，59年封
  - （2世）关内侯桓郁，93年薨
    - （3世）关内侯桓普
      - （4世）关内侯桓某
- 容城侯曹湛，曹参后裔，77年封
- 西陵侯阴棠，明帝阴贵人兄弟，77年封
- 顺阳哀侯马廖，马援之子，明德馬皇后兄弟，79年封，92年薨
  - （2世）顺阳侯马遵，90年改封程乡侯，无子国除
    - （3世）颍阳侯马度，马廖孙，116年复封
- 翟乡侯马防，马援之子，明德馬皇后兄弟，79年封颍阳侯，92年改封翟乡侯，101年薨
  - （2世）翟乡侯马钜
- 许侯马光，马援之子，明德馬皇后兄弟，79年封新汲侯，后改封许侯，94年自杀
  - （2世）合乡侯马明，113年复封
- 酂侯萧熊，萧何后裔，82年封
- 列侯霍某，霍光后裔，82年封
- 平阳侯冯奋，平阳公主刘奴与冯顺之子，83年封，95年薨
- （1世）平阳侯冯劲，冯奋兄，袭封
  - （2世）平阳侯冯卯
    - （3世）平阳侯冯留
- 林虑侯耿承，隆虑公主刘迎与耿襲之孙，章帝时封，125年贬为亭侯，后被梁冀所害
- 获嘉侯冯石，获嘉公主刘姬与馮柱之子，章帝时封
  - （2世）获嘉侯冯代，无子国除
  - （2世）获嘉侯冯承，冯代弟，绍封
- 冠军侯窦宪，窦勋之子，章德窦皇后兄弟，89年封，92年自杀
- 郾侯窦笃，窦勋之子，章德窦皇后兄弟，90年封，92年自杀
- 汝阳侯窦景，窦勋之子，章德窦皇后兄弟，90年封，92年自杀
- 罗侯窦瓌，窦勋之子，章德窦皇后兄弟，90年封夏阳侯，93年贬为罗侯，98年被杀
- 穰侯邓叠，92年封，六月被诛
- 吴房侯阴纲，阴识之孙，孝和陰皇后父，96年封，102年自杀
- 乘氏侯梁雍，梁竦之子，章帝梁贵人兄弟，98年封[6]，126年薨
  - （2世）乘氏忠侯梁商，孝和陰皇后父，141年薨
    - （3世）襄邑侯梁冀，133年封襄邑侯，141年袭封乘氏侯，159年贬为比景都乡侯，自杀
      - （4世）襄邑侯梁胤，147年封，159年诛
        - （5世）城父侯梁桃，154年封，159年诛

    - （3世）颍阳侯梁不疑，147年封，159年诛
      - （4世）颍阴侯梁马，154年封，159年诛

    - （3世）西平侯梁蒙，147年封，163年薨
- 乐平侯梁棠，梁竦之子，章帝梁贵人兄弟，98年封
  - （2世）乐平侯梁安国，159年诛
- 单父侯梁翟，梁竦之子，章帝梁贵人兄弟，98年封，159年诛
- 长垣侯宋俊，章帝宋贵人兄弟，89年封
- 列侯宋盖，章帝宋贵人兄弟，97年封
- 列侯宋暹，章帝宋贵人兄弟，97年封
- 上蔡侯鄧騭，鄧訓之子，和熹皇后兄弟，107年封，121年自杀
- 西平昭成侯鄧弘，鄧訓之子，和熹皇后兄弟，107年封，108年薨
  - （2世）西平侯邓广德，121年自杀
  - （2世）西平都乡侯邓甫德，115年封，121年被废
- 叶侯鄧悝，鄧訓之子，和熹皇后兄弟，107年封，118年薨
  - （2世）叶侯邓广宗，115年封，121年自杀
- 西华侯邓阊，鄧訓之子，和熹皇后兄弟，107年封，118年薨
  - （2世）西华侯邓忠，115年封，121年自杀
- 盛乡侯宋衍，章帝宋贵人兄弟，107年封
- 新亭侯申转，章帝申貴人兄弟，107年封
- 北宜春文侯阎畅，安思皇后阎姬父，109年封，110年薨
  - （2世）长社侯阎显，袭封北宜春侯，122年改封长社侯，125年被诛杀
- 阳安侯邓宝（邓珍），鄧訓之孙，鄧京之子，110年封，121年被废
- 武阳侯邓遵，邓禹之孙，和熹皇后从兄弟，111年封，121年自杀
  - （2世）南乡侯邓万世，桓帝时绍封，165年下狱死
- 朝阳侯刘瓌，安帝乳母王圣女婿，124年封
- 舞阴侯邓昌，舞阴公主劉別得与邓褒之子，顺帝时封
- 临颍侯贾某，臨穎公主劉利与賈建之子，顺帝时封
- 列侯马初，汉桓帝乳母马惠之子，153年封
- 南顿侯邓演，鄧香之子，皇后邓猛女兄，154年封
  - （2世）南顿侯邓康，159年改封沘阳侯，165年，免爵
  - （2世）昆阳侯邓统，161年封，165年，免爵
  - （2世）淯阳侯邓秉，161年封，165年，免爵
- 西乡侯鲍吉，汉桓帝为侯时侍讲，160年封
- 列侯张彪，汉桓帝为侯时友人，160年封
- 安阳侯邓会（邓鲁），鄧香之孙，161年封，165年下狱死
- 闻喜侯窦武，安丰戴侯竇融玄孙，安丰侯竇嘉之孙，皇后竇妙之父，165年封槐里侯，168年六月改封闻喜侯，168年八月被处死
  - （2世）渭阳侯窦机，168年六月封，168年八月被处死
- 鄠侯窦绍，窦武兄子，168年六月封，168年八月被处死
- 西乡侯窦靖，窦武兄子，168年六月封，168年八月被处死
- 不其乡侯宋酆，孝靈宋皇后之父，171年封，178年被处死
  - 濦强侯宋奇，178年被处死
- 蔡阳侯张根，汉灵帝侍讲张济之子，179年（一作185年）封
- 慎侯何进，何皇后兄，184年封，189年薨
- 济阳侯何苗，何进弟，187年封，189年薨
- 脩侯董重，188年封，189年薨
- 都亭侯王斌，汉献帝舅，190年封
  - （2世）都亭侯王端
- 安众侯萧某，萧何之后，204年封

206年，曹操借漢帝之名下詔廢除了至該年仍在的恩澤侯制度。

## 宦者侯
- 鄛乡侯鄭眾，102年六月封，114年薨
  - （2世）鄛乡侯鄭闳
    - （3世）鄛乡侯鄭安，国绝
      - （4世）关内侯鄭石雠，鄭眾曾孙，159年绍封
- 龙亭侯蔡伦，114年七月封，121年自杀国除
- 雍乡侯李闰，121年五月封
- 都乡侯江京，121年五月封，125年十一月诛
- 浮陽侯→宜城刚侯孫程，125年十一月封，126年九月改封宜城侯，132年薨
- （1世）宜城侯孫美，孫程弟
  - （2世）浮陽侯孫寿，孫程养子，132年封
- 華容侯王康，125年十一月封，早薨
- 酈侯王國，125年十一月封，早薨
- 湘南侯黃龍，125年十一月封
- 西平昌侯彭愷，125年十一月封，早薨
- 中廬侯孟叔，125年十一月封
- 復陽侯李建，125年十一月封
- 廣宗侯王成，125年十一月封，早薨
- 祝阿侯張賢，125年十一月封
- 臨沮侯史汎，125年十一月封
- 廣平侯馬國，125年十一月封
- 范縣侯王道，125年十一月封
- 褒信侯李元，125年十一月封
- 山都侯楊佗，125年十一月封
- 下雋侯陳予，125年十一月封
- 析縣侯趙封，125年十一月封，早薨
- 枝江侯李剛，125年十一月封
- 夷陵侯魏猛，125年十一月封，早薨
- 東阿侯苗光，125年十一月封
- 高望亭侯興渠，125年十一月封
- 東鄉侯籍建，125年十一月封
- 都鄉侯良某，良贺養子，阳嘉年间封
- 列侯巩顺，142年封
- 费亭侯曹腾，147年七月封
  - （2世）费亭侯曹嵩
    - （3世）费亭侯曹操，196年六月袭封，九月改封武平侯，213年五月改为魏公
      - （4世）（魏王曹丕），220年袭封，旋受禅称帝
        - （5世）武德侯曹叡，220年封

      - （4世）鄢陵侯曹彰，211年封
      - （4世）平原侯→临淄侯曹植，211年封平原侯，214年改封临淄侯
      - （4世）范阳侯→宛侯曹据，211年封范阳侯，217年改封宛侯
        - （5世）邓侯曹琮，217年封，奉祀曹冲

      - （4世）都乡侯→鲁阳侯曹宇，211年封都乡侯，217年改封鲁阳侯
      - （4世）饶阳侯→谯侯曹林，211年封饶阳侯，217年改封谯侯
      - （4世）西乡侯曹玹，211年封，215年薨
      - （4世）平乡侯→东乡侯→赞侯曹衮，216年封平乡侯，217年改封东乡侯，再改封赞侯
      - （4世）郿侯→襄邑侯曹峻，216年封郿侯，217年改封襄邑侯
      - （4世）高平亭侯→赖亭侯→弘农侯曹干，216年封高平亭侯，217年改封赖亭侯，再改封弘农侯
      - （4世）寿春侯曹彪，216年封
      - （4世）郿侯曹整，217年封，218年薨
      - （4世）樊侯曹均，217年封，219年薨
        - （5世）樊侯曹抗，219年袭封
        - （5世）临晋侯曹敏，217年封，奉祀曹矩

      - （4世）历城侯曹徽，217年封
      - （4世）万岁亭侯→平舆侯曹茂，217年封万岁亭侯，218年改封平舆侯
- 叶吉成侯州辅，147年七月封，156年薨
- 亭侯刘广，147年七月封
- 新豐侯单超，159年八月封，160年正月薨
  - （2世）新豐侯单某，後降为乡侯
- 武原侯徐璜，159年八月封
  - （2世）武原侯徐某，后降为乡侯
- 東武陽侯具瑗，159年八月封，後貶都鄉侯
- 上蔡侯左悺，159年八月封，165年自杀
- 汝陽侯唐衡，159年八月封，164年薨
  - （2世）汝陽侯唐某，後降为乡侯
- 鄉侯劉普，159年八月封，後貶关内侯
- 都鄉侯趙忠，159年八月封，165年貶关内侯，168年为列侯，189年被杀
- 南鄉侯左称，159年封，165年自杀
- 高鄉侯侯覽，159年賜爵關內侯，旋進封高鄉侯，172年自殺
- 北鄉侯左党，159年封，165年自杀
- 冠軍侯王甫，165年封，179年被杀
- 長安鄉侯→育陽侯曹節，168年賜爵長安鄉侯，六月，進封育陽侯，181年薨
- 都鄉侯→華容侯朱瑀，168年六月封，後進封華容侯
  - （2世）華容侯朱某
- 都鄉侯共普，168年六月封
- 都鄉侯张亮，168年六月封[8]
- 列侯王尊，168年六月封
- 列侯腾是，168年六月封
- 都鄉侯呂強，168年封，184年被杀
- 列侯張讓，185年六月封，189年自杀
- 列侯夏恽，185年六月封，189年被杀
- 列侯郭胜，185年六月封，189年被杀
- 列侯孙璋，185年六月封，189年被杀
- 列侯畢嵐，185年六月封，189年被杀
- 列侯栗嵩，185年六月封，189年被杀
- 列侯段珪，185年六月封，189年被杀
- 列侯高望，185年六月封，189年被杀
- 列侯张恭，185年六月封，189年被杀
- 列侯韩悝，185年六月封，189年被杀
- 列侯宋典，185年六月封，189年被杀
- 列侯某，185年六月封

## 始封者不詳
據司馬彪《續漢志》載，永和五年（140年）可見的無法對應的縣侯有：濩澤侯、上雒侯、新陽侯、新息侯、濦強侯、安城侯、安陽侯、富波侯、朗陵侯、弋陽侯、思善侯、定潁侯、山桑侯、竹邑侯、沙涉侯、高城侯、重合侯、浮陽侯、長垣侯、陽平侯、梁甫侯、鉅平侯、山茌侯、南武陽侯、費侯、即丘侯、輿侯、蓼城侯、惤侯、曲成侯、掖侯、當利侯、蔡陽侯、筑陽侯（非吳氏）、順陽侯、邔侯（見《長沙五一廣場東漢簡牘》）、宜城侯、鄀侯、軑侯、竟陵侯、平春侯、南新市侯、夫夷侯、始安侯、重安侯（永建三年後）、合肥侯、歷陽侯、鍾離侯、湖熟侯、雩婁侯、蓼侯、陽泉侯、安風侯、東部侯、平都侯、陽阿侯、迺侯、范陽侯等。

## 另見
- 曹魏列侯列表 (功臣)#東漢始封